# San Cristóbal de Cuéllar
San Cristóbal de Cuéllar ist ein Ort und eine Gemeinde (municipio) mit 154 Einwohnern (Stand: 2024) in der zentralspanischen Provinz Segovia in der Autonomen Region Kastilien-León. 

## Lage und Klima
San Cristóbal de Cuéllar liegt in der kastilischen Meseta in ca. 800 m Höhe ungefähr 55 Kilometer (Fahrtstrecke) nordnordwestlich der Provinzhauptstadt Segovia. Durch den Nordosten der Gemeinde führt die Autovía A-601. Das Klima ist gemäßigt bis warm; Regen (513 mm/Jahr) fällt mit Ausnahme der trockenen Sommermonate übers Jahr verteilt.

## Bevölkerungsentwicklung
| Jahr      | 1970 | 1981 | 1991 | 2001 | 2011 | 2021 |
| Einwohner | 412  | 289  | 271  | 217  | 177  | 147  |

## Sehenswürdigkeiten

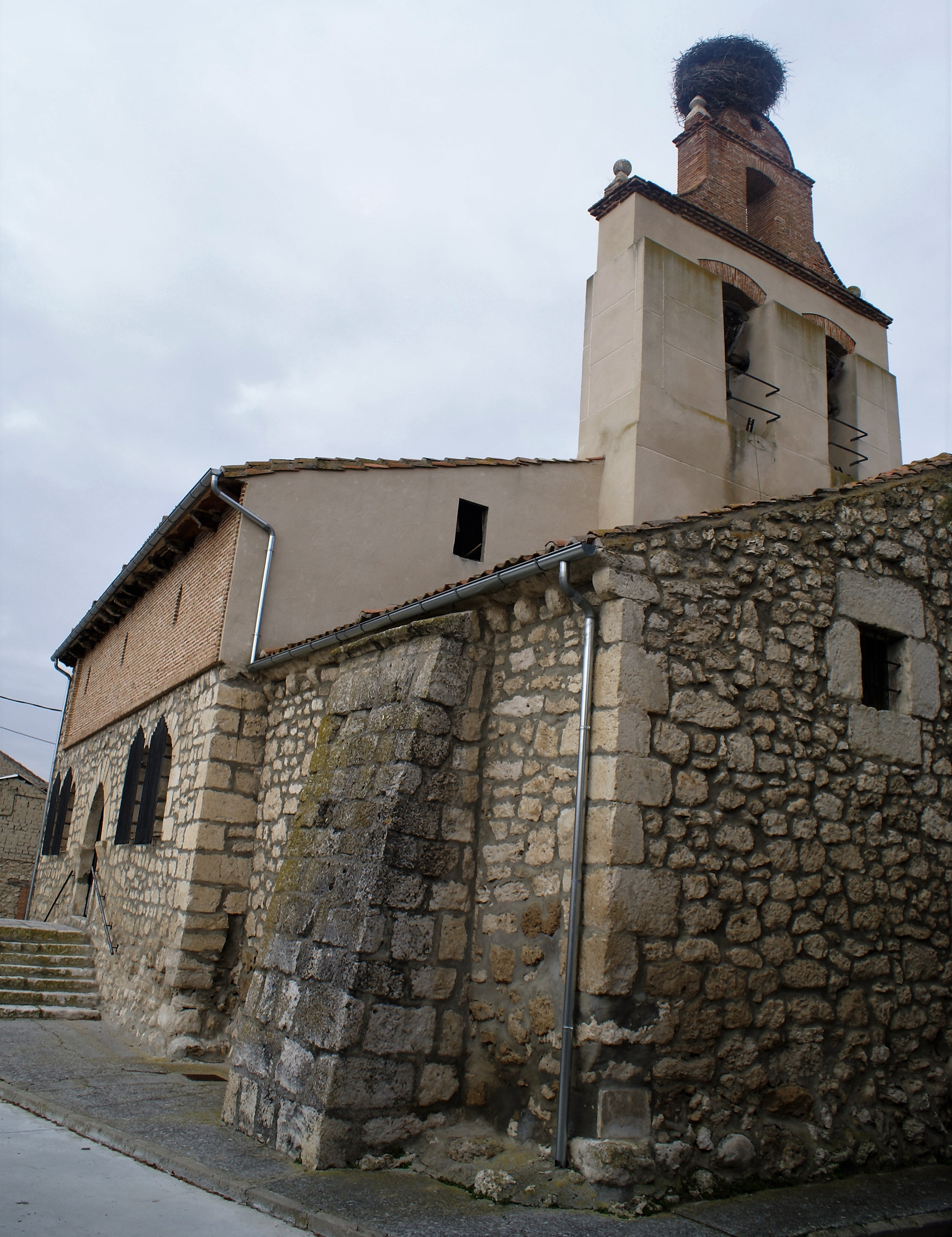
Christopheruskirche
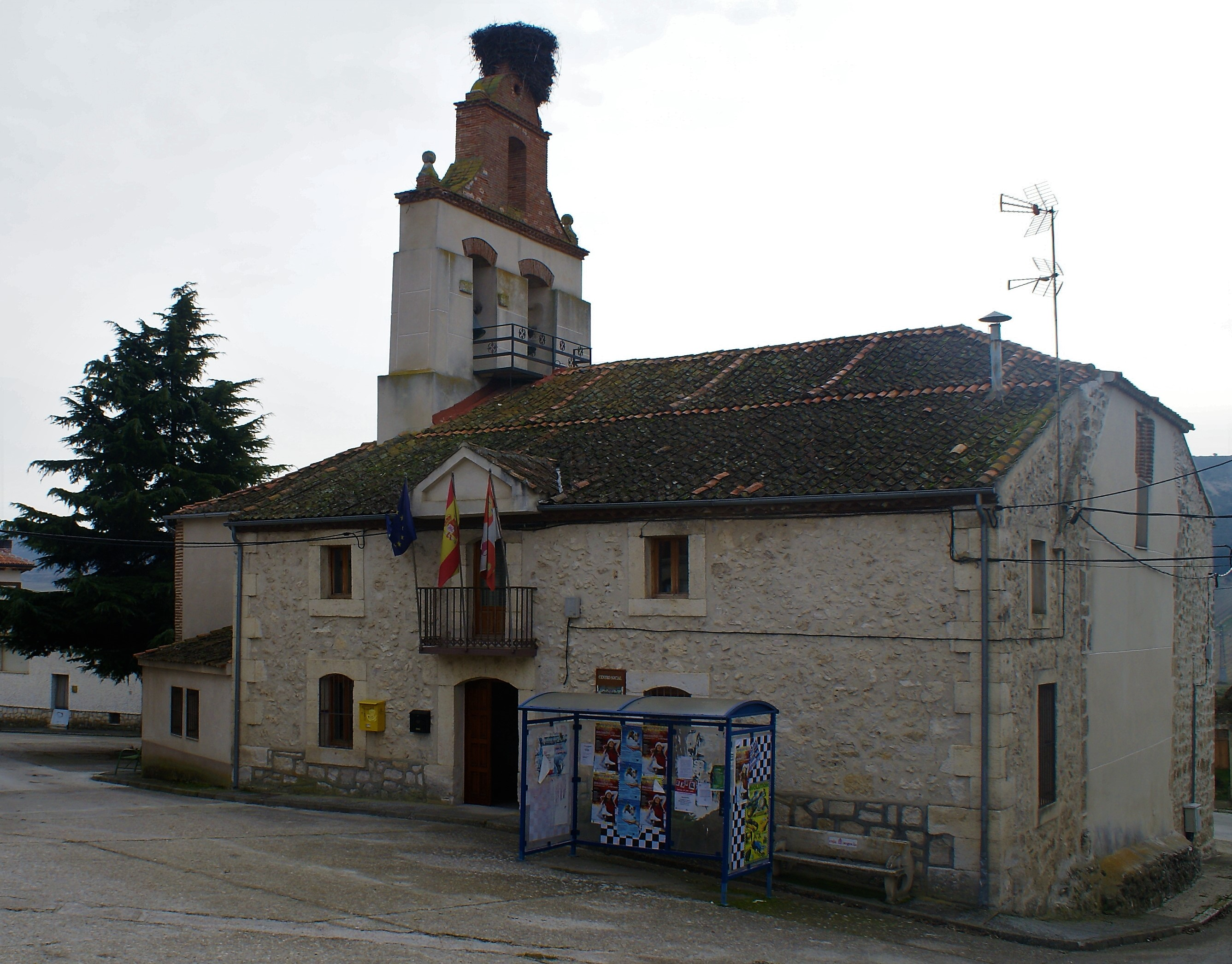
Rathaus

- Christopheruskirche
- Rathaus